# Anne-Mette Aagaard
Anne-Mette Aagaard (født 5. august 1973) er en kvindelig dansk maratonløber.
Aagaard blev i 2006 dansk mester på 10 km landevejsløb i tiden 34:56 min, og blev således blot den 2. danske kvinde under 35:00 min siden 2002. I 2006 deltog hun også ved Europamesterskabet i atletik på maratondistancen, hvor hun blev nr. 19 i tiden 2:39:29 timer. I 2007 deltog hun ved verdensmesterskabet, også på maratondistancen, hvor hun sluttede som nr. 39 i tiden 2:46:22 timer.
Aagaard løb frem til 2016 for Sparta Atletik, hvor hun bliver blev trænet af Richard Hjortebjerg. Hun var i 2007 nummer 61 på kvindernes Europarangliste for maraton. I 2006 var hun som nummer 89.

## Personlige Rekorder
- 10 km Landevej: 34.35 (2009)
- 1/2m: 1.15.41 (2009)
- Marathon: 2.35.00 (2007)